# Tarde lo conocí
Tarde lo conocí —en inglés: The Goddess— es una serie de televisión biográfica colombiana producida por CMO Producciones para Caracol Televisión. La serie está basada en la vida de la compositora y cantante Patricia Teherán, está protagonizada por María Elisa Camargo, Roberto Urbina y Javier Jattin, y con las participaciones antagónicas de Luna Baxter, Juan Pablo Franco, Pedro Palacio y Megumi Hasebe. Cuenta, además, con las actuaciones estelares de Jackeline Arenal y Víctor Hugo Trespalacios.

## Sinopsis
Cuenta la historia de Patricia Teherán, una mujer que con su talento y amor por la música conquistó un mundo eminentemente de hombres. Con su alegría, simpatía, ternura, picardía y optimismo, se enfrenta con su música a ese ambiente machista, lleno de celos y envidias, poniendo a todos a sus pies. Patricia tuvo amores que la llevaron a sufrir varias decepciones, que expresaban en cada tarima cuando cantaba desde el corazón.

## Reparto
- María Elisa Camargo como Patricia Teherán Romero
- Roberto Urbina como Ricardo Cabello
- Javier Jattin como Héctor Méndez[8]
- Luna Baxter como Sonia Maestre
- Pedro Palacio como César Zabaleta
- Jacqueline Arenal como Margot Romero
- Víctor Hugo Trespalacios como Juancho Teherán
- Juan Pablo Franco como Emiliano Maestre
- Mimi Anaya como Caya Quiróz
- Hugo Alberto Medina como Andrés emisora
- Gianina Arana como Ingrid Cubillos
- Eibar Gutiérrez como Edgar Tellez
- Sharlyn Bayter como Matilde
- Megumi Hasebe como Yulitza Vergara
- Laura Ramos como Estrella
- Constanza Duque como Caterina 'Cate' Formel
- Marcela Agudelo como Paulina Formel
- Carlos Serrato como Remberto Infante
- Jeferson Medina como Alejo
- Luís Tamayo como Benjamín Plata
- Alberoni Cortés como Kike
- Diana Burco como Anabelle Cantór
- Juan Carlos Torres como Rafael Maldonado
- Juan Diego Sánchez como Cabeto Anaya
- Darwin Martínez como Paco
- Brenda Hanst como Francisca
- Jefferson Quiñones como Memo
- Andrés Ruiz como Mauricio Cabello
- Sebastián Carvajal como Frank Sinatra
- Yuri Alexander Teherán como Cochi Sánchez
- Rafael Santos Díaz como El Cacique[9]
- Federico Rivera como Orlando Maestre
- Jacques Toukhmanian como Jaír Villanueva
- Luis Fernando Gil como Ivancho
- Juan Carlos Solarte como Beto
- Leo Sosa como Brujo
- Salomé Quintero como Esmeralda
- Kevin Bury como Yuri Alexander Teherán (joven)

## Audiencia
| Temporada | Episodios | Primera emisión          | Primera emisión      | Última emisión        | Última emisión       | Prom. de espectadores (millones) |
| Temporada | Episodios | Fecha                    | Audiencia (millones) | Fecha                 | Audiencia (millones) | Prom. de espectadores (millones) |
| --------- | --------- | ------------------------ | -------------------- | --------------------- | -------------------- | -------------------------------- |
| 1         | 105       | 12 de septiembre de 2017 | 13.5                 | 23 de febrero de 2018 | 16.7                 | 12.8                             |

## Premios y nominaciones
| Premios y fecha de ceremonia                       | Categoría                             | Nominado(s)                | Resultado |
| -------------------------------------------------- | ------------------------------------- | -------------------------- | --------- |
| Premios India Catalina (XXXIV edición) 2018        |                                       |                            |           |
| Mejor producción favorita del público              | Mejor producción favorita del público | Ganadora                   |           |
| Mejor actriz antagónica de telenovela o serie      | Luna Baxter                           | Ganadora                   |           |
| Mejor edición de telenovela o serie                | Diego Narciso                         | Nominado                   |           |
| Mejor fotografía de telenovela o serie             | Diego Jiménez                         | Nominado                   |           |
| Premios TVyNovelas (Colombia) (XXVII edición) 2018 | Mejor telenovela o serie              | Mejor telenovela o serie   | Nominada  |
| Premios TVyNovelas (Colombia) (XXVII edición) 2018 | Mejor tema musical                    | «Tarde lo conocí»          | Nominado  |
| Premios TVyNovelas (Colombia) (XXVII edición) 2018 | Mejor director de telenovela o serie  | Klych López, Mónica Botero | Nominados |